# 鮮血の美学
『鮮血の美学』（せんけつのびがく、原題：The Last House on the Left）は、1972年のアメリカ映画。

## 概要
『エルム街の悪夢』のウェス・クレイヴンの初監督作品となるホラー映画であり、1960年の映画『処女の泉』をベースとしている。2009年にはリメイク版が製作された。

## ストーリー
郊外に住むコリンウッド夫妻の一人娘であるマリーとその友人のフィリスが4人の男に強姦された揚句、惨殺されてしまう。やがて犯人と遭遇した夫妻は恐ろしい復讐を開始する。

## キャスト
| 役名                 | 俳優                           | 日本語吹替 |
| -------------------- | ------------------------------ | ---------- |
| クラッグ             | デヴィッド・ヘス               | 青野武     |
| フィリス             | ルーシー・グランサム           | 松金よね子 |
| マリー・コリンウッド | サンドラ・カッセル             | 麻上洋子   |
| クラッグの息子       | マーク・シェフラー             | 田中亮一   |
| ウィーゼル           | ジェラミー・レイン             |            |
| フレッド             | フレッド・リンカーン           | 伊武雅刀   |
| コリンウッド氏       | ゲイロード・セント・ジェームズ |            |
| 保安官代理           | マーティン・コーヴ             |            |